# Chaima Fathalli
Chaima Fathalli, née le 23 avril 1985, est une escrimeuse tunisienne pratiquant le sabre. 

## Carrière
Elle est médaillée d'argent au sabre individuel féminin aux championnats d'Afrique 2004 à Tunis, aux championnats d'Afrique 2006 et 2008 à Casablanca et aux championnats d'Afrique 2009 à Dakar. Elle remporte la médaille d'or en sabre par équipes aux championnats d'Afrique 2006 à Casablanca, aux Jeux africains de 2007 à Alger, aux championnats d'Afrique 2008 à Casablanca et aux championnats d'Afrique 2009 à Dakar.